# 布拉索波利斯
布拉索波利斯是巴西米纳斯吉拉斯州的一个市镇。总面积361.16平方公里，总人口14452人，人口密度40人/平方公里。